# Споторно
Спото̀рно (на италиански: Spotorno; на лигурски: Spöturno, Спотурно) е малко морско курортно градче и община в Северна Италия, провинция Савона, регион Лигурия. Разположено е на брега на Лигурско море, на лигурското Западно крайбрежие. Населението на общината е 3886 души (към 2011 г.).